# Italia en los Juegos Olímpicos de Cortina d'Ampezzo 1956
Italia estuvo representada en los Juegos Olímpicos de Cortina d'Ampezzo 1956 por un total de 65 deportistas que compitieron en 8 deportes.  
El portador de la bandera en la ceremonia de apertura fue el saltador en esquí Nilo Zandanel.

## Medallistas
El equipo olímpico italiano obtuvo las siguientes medallas:
| Nombre                                                     | Deporte   | Competición |
| ---------------------------------------------------------- | --------- | ----------- |
| Oro                                                        |           |             |
| Lamberto Dalla Costa Giacomo Conti                         | Bobsleigh | Doble M     |
| Plata                                                      |           |             |
| Eugenio Monti Renzo Alverà                                 | Bobsleigh | Doble M     |
| Eugenio Monti Ulrico Girardi Renzo Alverà Renato Mocellini | Bobsleigh | Cuádruple M |
| Bronce                                                     |           |             |
| —                                                          |           |             |